# Emoia callisticta
Espèce
Synonymes
- Euprepes callistictus Peters & Doria, 1878
- Emoia acrocarinatum Kopstein, 1926
- Emoia acrocarinata Kopstein, 1926

Emoia callisticta est une espèce de sauriens de la famille des Scincidae.

## Répartition
Cette espèce est endémique de Nouvelle-Guinée occidentale en Nouvelle-Guinée en Indonésie.

## Publication originale
- Peters & Doria, 1878 : Catalogo dei retilli e dei batraci raccolti da O. Beccari, L. M. D'Alberts e A. A. Bruijn. nella sotto-regione Austro-Malese. Annali del Museo Civico de Storia Naturale di Genova, sér. 1, vol. 13, p. 323-450 (texte intégral)